# وهریز (فرمانده شاپور دوم)
وهریز (پارسی میانه: Wahrēz) یکی از فرماندهان ایرانی شاهنشاه شاپور دوم ساسانی (حک. ۳۰۹–۳۷۹) بود. به گفتهٔ پاوستوس بوزاند، شاهنشاه در زمان جنگ با ارمنستان تحت حکومت آرشاک دوم (حک. ۳۵۰–۳۶۸) و پس از مرگ دماوند به دست واساک مامیکونیان، وهریز را با لشکری بدان جا روانه کرد. نیروهای ارمنی و ایرانی در مکانی به نام ماخازانه با هم روبرو شدند و وهریز نیز پس از شکست، به دست واساک کشته شد.